# Marcus Larson

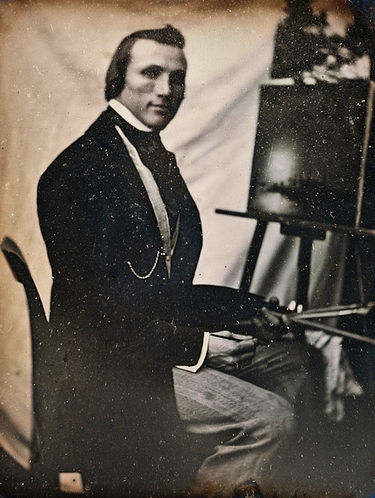
Marcus Larson, Daguerreotypie

Simon Marcus Larson (* 5. Januar 1825 in Örsätter, Åtvidaberg, Östergötland; † 25. Januar 1864 in London) war ein schwedischer Landschaftsmaler der Düsseldorfer Schule.

## Werdegang
Nach dem Besuch der Domschule von Linköping und einer 1841 begonnenen Sattlerlehre studierte Larson, aufgewachsen als der Zweitjüngste einer Familie mit sieben Kindern, an der Kunstakademie Stockholm, anschließend in Kopenhagen bei dem Marinemaler Vilhelm Melbye. Zurück in Stockholm freundete er sich mit den Malern Per Wilhelm Cedergren (1823–1896), Morten Müller und Kilian Zoll an. 1849 unternahm er eine Studienreise nach Norwegen. 1850 heiratete er Adelaine Roos, eine 1827 geborene Kaufmannstochter; die Ehe scheiterte 1860. 1851 mit der königlichen Medaille für seine Marine- und Landschaftsgemälde dekoriert, begab er sich im Gefolge des schwedischen Prinzen Oskar auf eine Ost- und Nordseereise, die seine künstlerische Entwicklung beeinflusste. Sein Freund, der Maler und Fotograf Gustaf Carleman, schuf dabei Fotografien, die Larson anschließend für seine Marinebilder verwendete.
Von 1852 bis 1855 besuchte Larson – unterbrochen von heimatlichen Sommeraufenthalten – als Privatschüler das Atelier von Andreas Achenbach in Düsseldorf, dessen „Seesturm- und Weltuntergangsdarstellungen“ er mit großem Erfolg nachahmte und steigerte. Im Künstlerverein Malkasten, als dessen Mitglied er 1854 und 1855 verzeichnet ist, beteiligte sich Larson zusammen mit seinem Landsmann Josef Wilhelm Wallander an der Theateraufführung Pannemann’s Traum, bei der sie Personifikationen „Schweden und Norwegen“ spielten, während der Niederlander Henry Lot „Holland“ und der Deutschamerikaner Charles Wimar „Amerika“ darstellten. In den Jahren 1855/1856 hielt sich Larson in Paris auf. Auf der dortigen Weltausstellung stellte er sein Gemälde Wasserfall aus, das sofort verkauft wurde. Im Louvre beeindruckte ihn die Begegnung mit Gemälden Ruisdaels tief. 1858 ließ er sich – als gefeiertes „Genie“ auf dem Höhepunkt seiner Anerkennung angelangt – im südschwedischen Vimmerby (Småland) nieder, an dessen Ortsrand er sich eine stattliche Villa erbauen lassen konnte. Sein künstlerischer und wirtschaftlicher Erfolg gründete sich auf das gesellschaftliche Bedürfnis, durch Malerei die Landschaft – repräsentiert durch wilde Gebirgsflüsse und gefährliche Meeresküsten – im Sinne einer erwachenden Nationalromantik als „schwedische Landschaft“ gedeutet sowie theatralisch überhöht und in Szene gesetzt zu sehen.
Nach wenigen Jahren in Schweden, in denen seine Ehe und sein Versuch scheiterten, eine Malschule ins Leben zu rufen,  begab er sich 1860 wieder auf Reisen, zuerst nach Borgå (Großfürstentum Finnland), wo er als Gast des Dichters Johan Ludvig Runeberg weilte, dann nach Sankt Petersburg (Russisches Kaiserreich). Erfolgreich malte und verkaufte er dort wieder seine Bilder. Die Kunstakademie Sankt Petersburg nahm daraufhin mit Larson den ersten Schweden als Ehrenmitglied auf. Von Sankt Petersburg reiste er sodann über Düsseldorf (1861) nach London, um an der Weltausstellung 1862 teilzunehmen. In dieser Zeit fiel er in eine Krise. Das anfängliche Interesse an seinen Arbeiten ließ stark nach, so dass er seine Bilder an Straßenecken anbieten musste. Fast mittellos starb er 1864 in London an der Tuberkulose. Am 1. Februar 1864 wurde er auf einem Friedhof von Woking beerdigt.
Larsons Sohn, Carl Robert Magnus Larson (1861–1936), wurde auch Maler; ihn hatte Carolina Hammarlund († 1918) geboren, ein Dienstmädchen der Familie Larson.

## Werke (Auswahl)
- Selbstporträt, 1850[5]
- Segelschiff, 1852
- Schiff auf stürmischer See, 1852
- Forslandskap, 1854
- Waldstrom in einem Thale von Schweden, 1855
- Fischerei mit Fackelschein, 1855[6]
- Wasserfall in Småland, 1856, Larsons bekanntestes Gemälde
- Sturm an der Küste von Bohuslän, 1857, Nationalmuseum Stockholm
- Klippenlandschaft mit Wasserfall, 1859, Nationalmuseum Stockholm[7]
- Brennendes Schiff auf nächtlichem Meer
- Dampfschiff im Sonnenuntergang

## Galerie

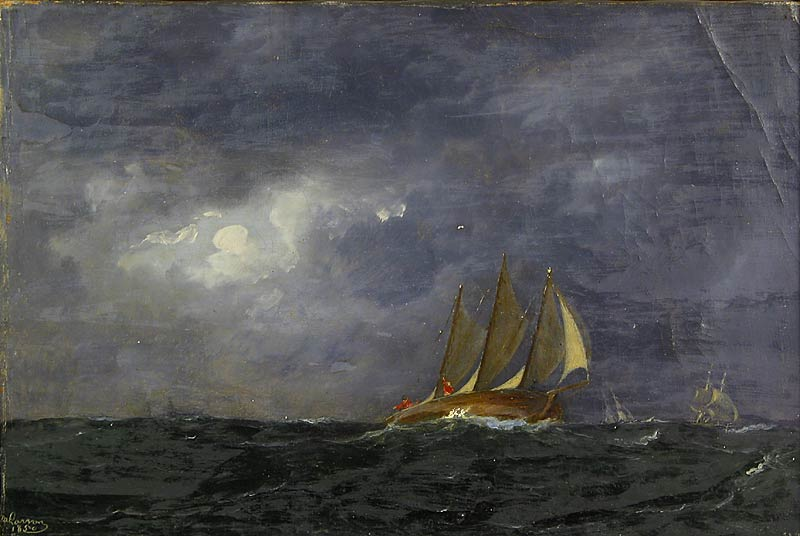
Segelschiff, 1850
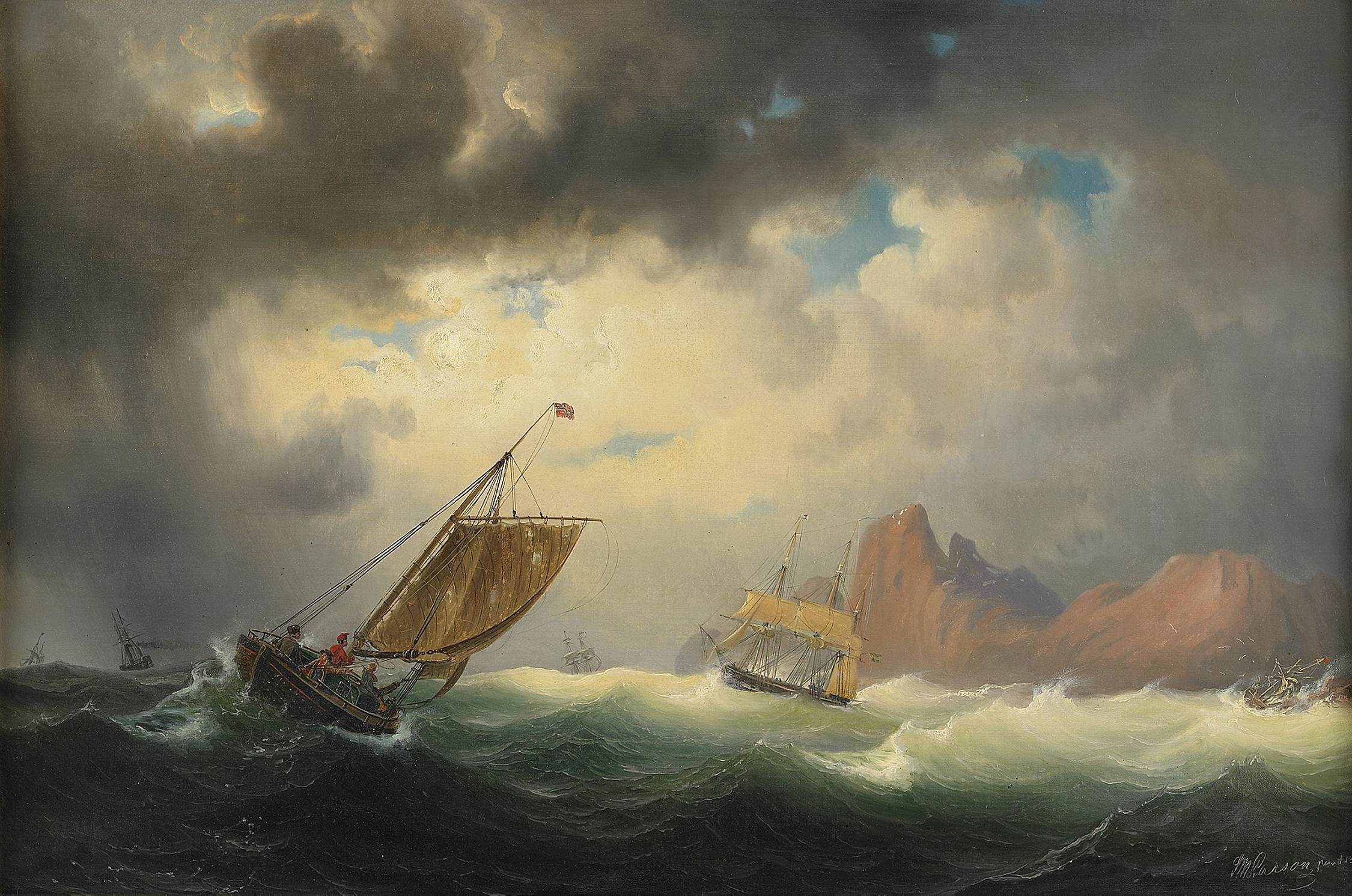
Schiff auf stürmischer See, 1852
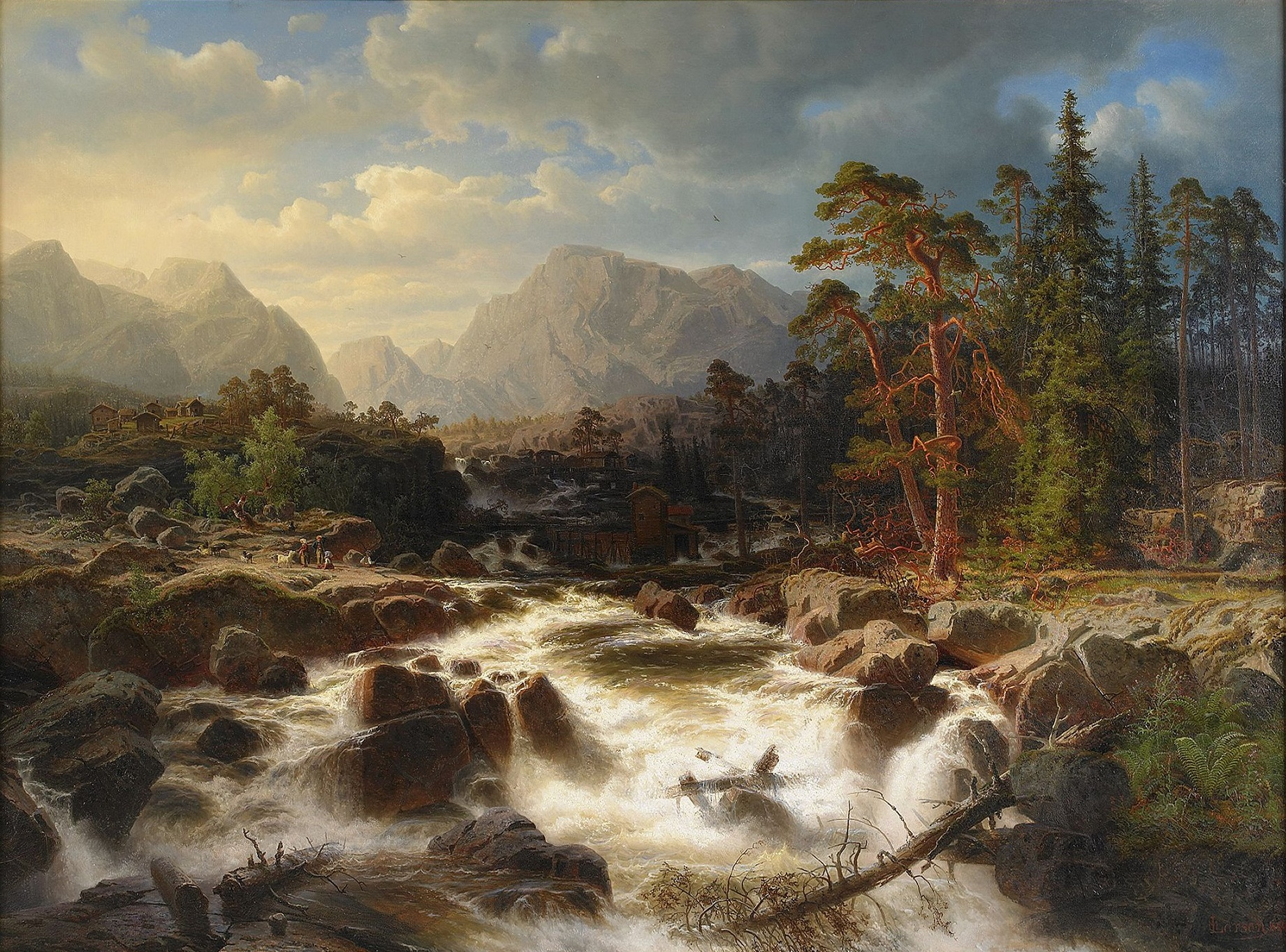
Forslandskap, 1854
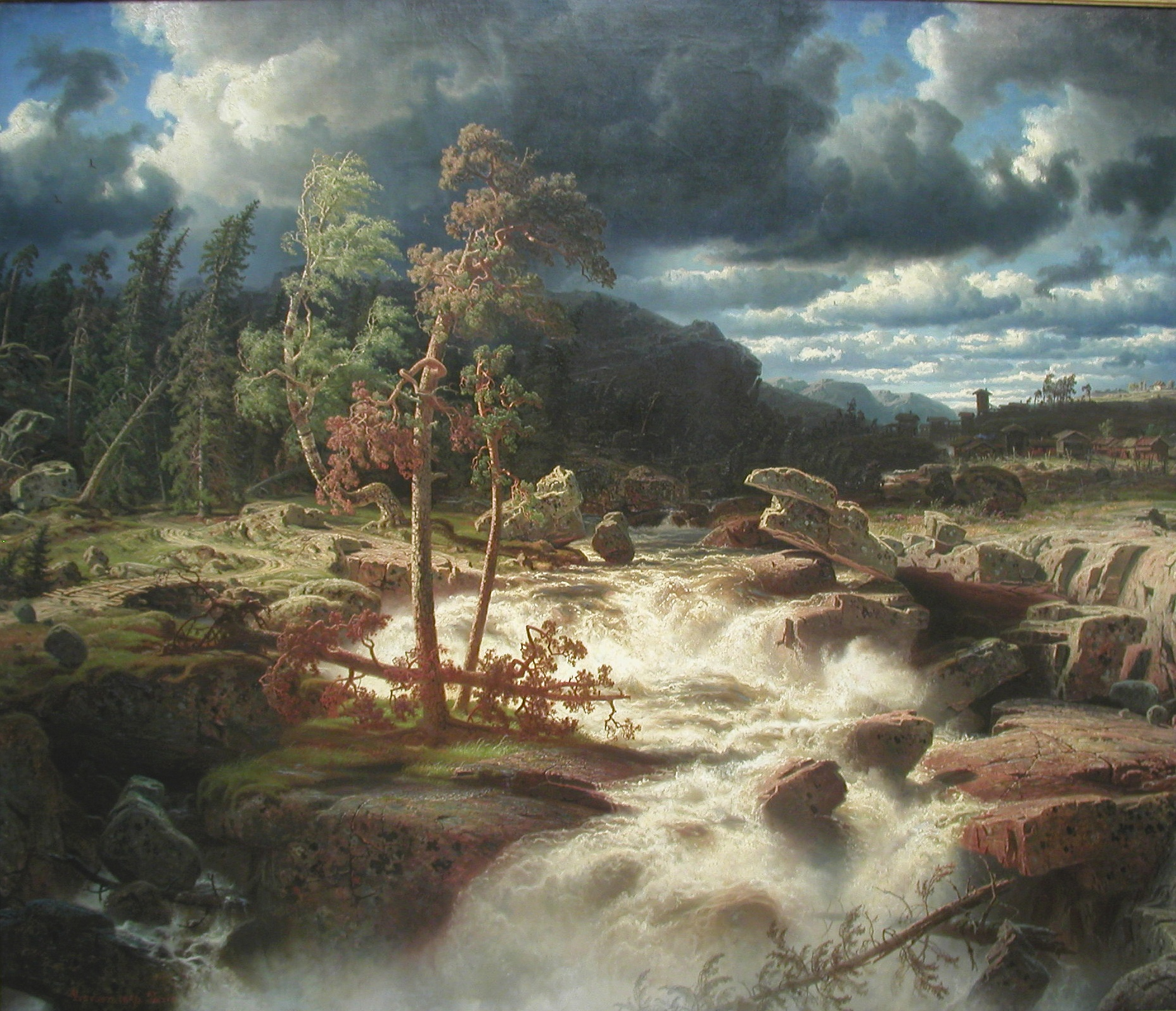
Wasserfall in Småland, 1856
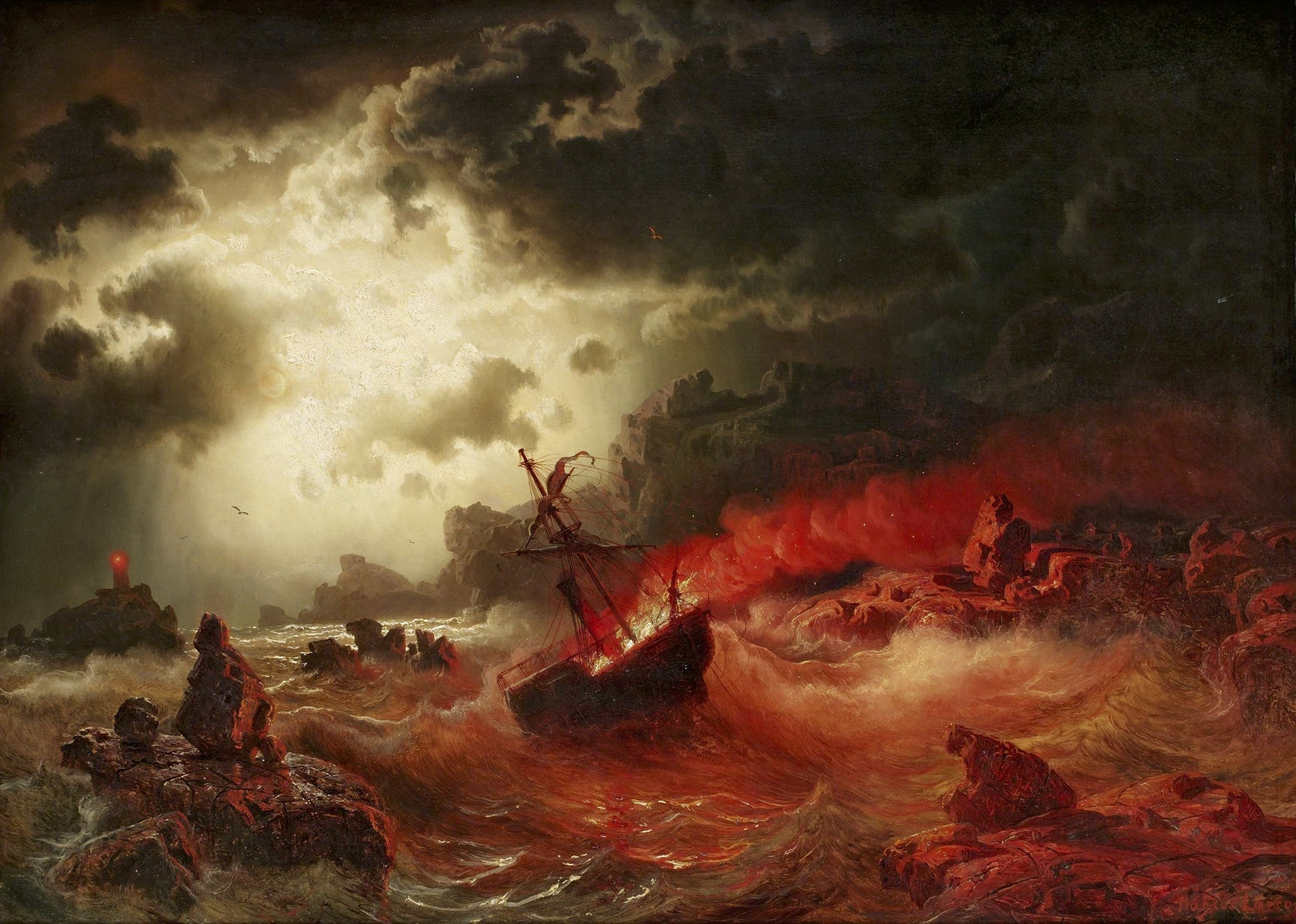
Brennendes Schiff auf nächtlichem Meer
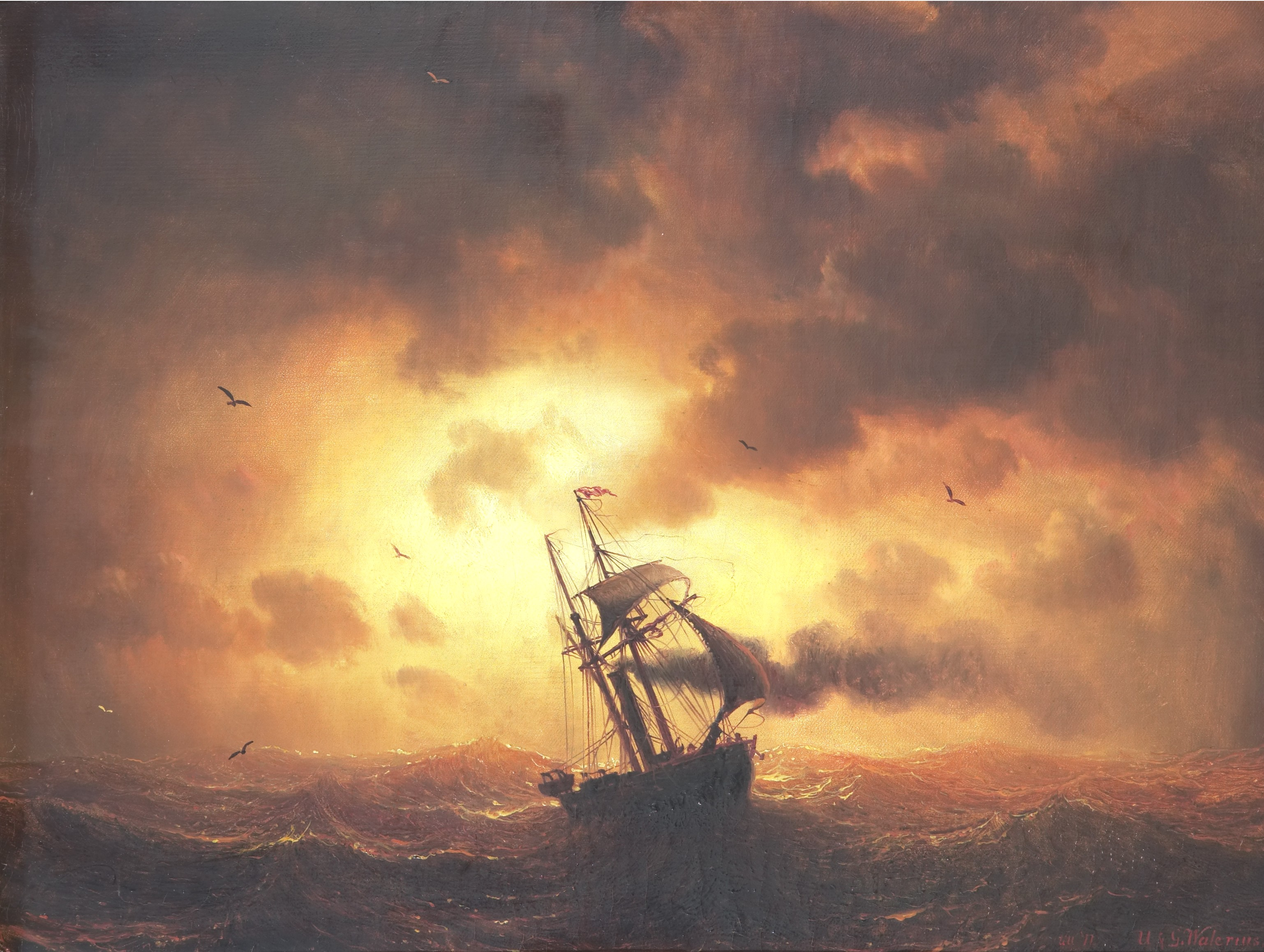
Dampfschiff im Sonnenuntergang

## Zeitgenössische Rezeption
August Theodor Blanche schrieb über Larson 1857 in der Illustrerad Tidning:

„Hauptcharakter in Larsons Künstlerschaft ist eine wilde, ab und zu unbändige, doch immer großartige Kraft, die den Besucher unwiderstehlich mitreißt, gleichzeitig Bewunderung und Verwunderung erweckend. Er gehört keiner Schule an, keiner Manier; er kennt keinen anderen Lehrmeister als die Natur, deren Spuren er auch folgt, fast ebenso unermüdlich wie sie selbst.“